# Clorofluorometano
Il clorofluorometano è un alometano gassoso disostituito appartenente al gruppo dei clorofluorocarburi. In natura è presente in tracce solo ad elevate altitudini (148 ppt a 22 km). Veniva usato come gas refrigerante ed ha un valore di ODP pari a 0,02.

## Storia
Fino alla prima metà degli anni novanta il freon 31 (così come gli altri gas della famiglia dei CFC) era largamente usato nei sistemi frigorigeni e di condizionamento dell'aria. Ne fu vietato l'uso a partire dal 1º luglio 1992, in quanto il composto favorisce la catalisi dell'ozono atmosferico e pertanto rappresenta un potenziale pericolo per l'ambiente.